# Um Círculo Mágico
Um Círculo Mágico é o segundo álbum do aclamado guitarrista brasileiro Frank Solari.
O CD foi produzido por Solari em parceria com Carlos Martau. Foi gravado entre 1996 e 1997 em Porto Alegre e Rio de Janeiro. Com este trabalho o guitarrista recebeu os prêmios "Açorianos 1998" de Melhor Disco de Música Instrumental e Melhor Instrumentista, concedidos pela Secretaria Municipal de Cultura de Porto Alegre.
Participaram deste CD os guitarristas Ricardo Silveira, Torcuato Mariano e Carlos Martau; os baixistas Roger Solari, André Gomes e Arthur Maia; os tecladistas Michel Dorfman, Eduardo Trentin (Dudu) e Cau Netto; o baterista Kiko Freitas, Marcos Suzano no pandeiro, Alex Fonseca nas tablas e Fernando do Ó na percussão; e nos metais: Pedrinho Figueiredo (sax soprano), Idriss Boudrioua (sax tenor) e nos trompetes: Jessé Sadoc e Jorginho do Trompete.
O álbum é todo instrumental e autoral (exceto a música "Rabo de Foguete", que é uma releitura de um clássico do choro brasileiro)
Por conta desse trabalho, Solari foi o vencedor do Prêmio Açorianos na categoria "Disco de Música Instrumental"

## Faixas
01. Aline

02. Latin Lady Groove

03. Porto Alegre

04. In Front of You

05. Circulo Mágico

06. Miles

07. Highlands

08. Essencia

09. La Dolce Vita

10. Good Vibes

11. Rabo de Foguete

## Prêmios e Indicações
| Ano  | Prêmio                                                    | Categoria                           | Indicação               | Resultado |
| ---- | --------------------------------------------------------- | ----------------------------------- | ----------------------- | --------- |
| 1998 | Prêmio Açorianos                                          | Disco de Música Instrumental        | Álbum Um Círculo Mágico | Venceu    |
| 1998 | Prêmio Açorianos                                          | Instrumentista de Cordas            | Músico "Frank Solari"   | Venceu    |
| 1999 | Prêmio da Secretaria Municipal da Cultura de Porto Alegre | Melhor disco de música instrumental | Álbum Um Círculo Mágico | Venceu    |
| 1999 | Prêmio da Secretaria Municipal da Cultura de Porto Alegre | Melhor espetáculo de música         | Show Um Círculo Mágico  | Venceu    |